# یوری آدامس
یوری آدامس (استونیایی: Jüri Adams؛ زادهٔ ۲۲ نوامبر ۱۹۴۷) سیاست‌مدار اهل استونی است. وی از سال ۱۹۹۴ تا ۱۹۹۵ وزیر دادگستری استونی بود.